# 블루힐백화점
블루힐백화점은 1996년 8월 30일 성남시 분당구 황새울로 200번길 45에 있었던 백화점이다. 시공한 건설사가 청구이기에 청구블루힐백화점이라고도 한다. 그러나 다음 해 터진 대한민국의 IMF 구제금융 요청으로 인해 타격을 입고 1997년 12월 부도가 나게 되었다. 이후 1999년 1월 롯데쇼핑이 사업권을 인수하여 롯데백화점 분당점으로 바뀌었다.